# Mistrovství světa v ledním hokeji 1933

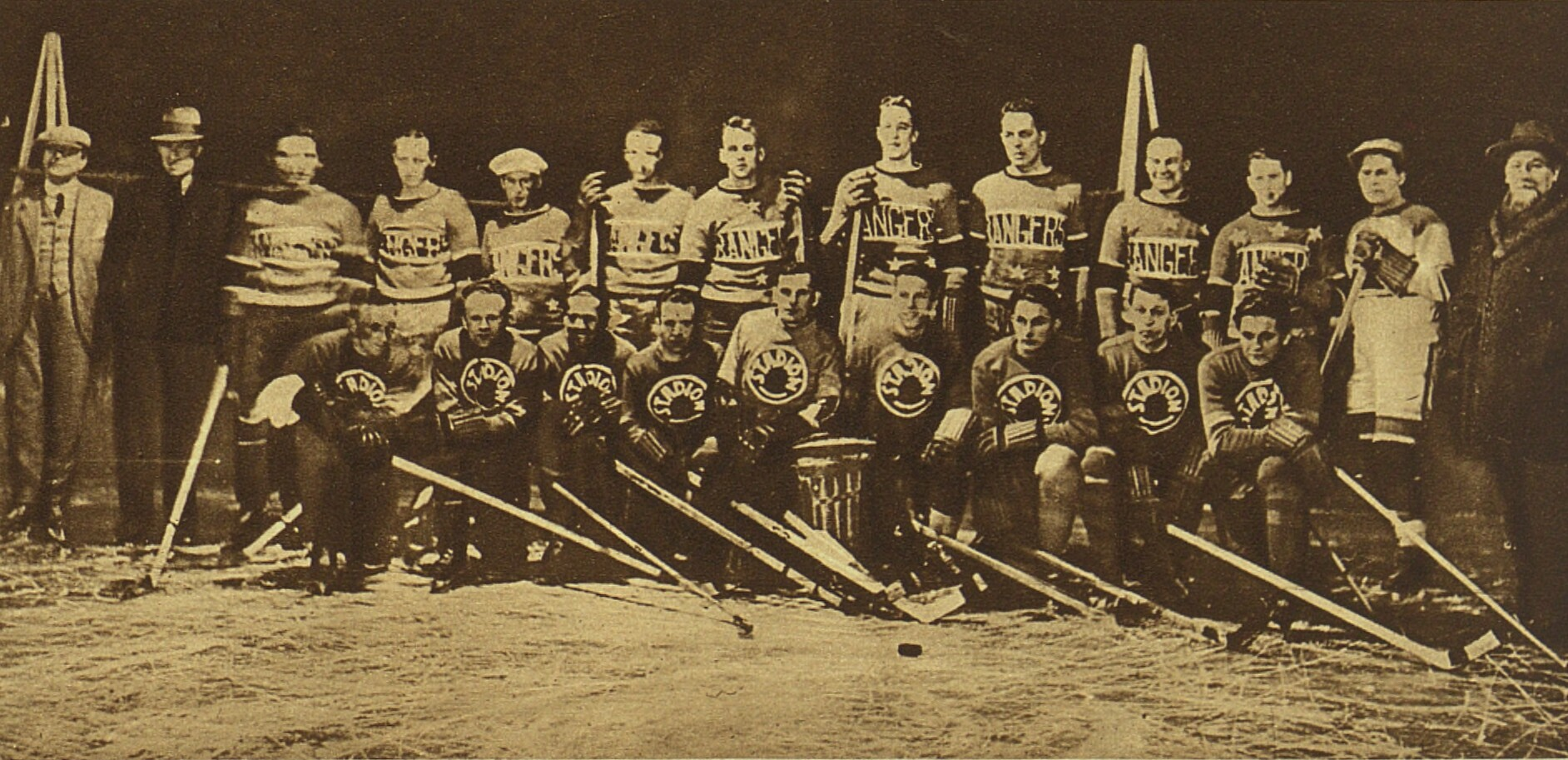
Američtí mistři světa Massachusetts Rangers. Na fotografii (stojící) před utkáním se Stadionem České Budějovice v roce 1933.

7. mistrovství světa  a 18. mistrovství Evropy v ledním hokeji probíhalo ve dnech 18. – 26. února 1933 v Praze v Československu.
Na turnaj se přihlásilo 12 účastníků, 10 mužstev bylo rozlosovaných do tří kvalifikačních skupin. Kanada a USA byly přímo nasazeny do čtvrtfinále. První dvě mužstva postoupila do dvou čtvrtfinálových skupin, ze kterých první týmy postoupily do play off. Mužstva, která vypadla v kvalifikačních skupinách, hrála o 9. – 12. místo. Týmy, které vypadly ve čtvrtfinálových skupinách, hrály o 5.- 8. místo. Ve skupinách se hrálo systémem každý s každým. Hrací doba, byla 3x15 minut.
V zápasech Lotyšsko – Itálie, Rumunsko – Belgie a ve finále Kanada – USA, byli zkušebně nasazeni dva rozhodčí. Hrací doba byla 3x15 min.
Kanada, držitel šesti zlatých medailí, nakonec ve finále prohrála s USA 1:2. Tím byla zlomena kanadská nadvláda. Spojené státy se tak staly poprvé mistry světa. Domácí Československo získalo bronzové medaile a stalo se mistrem Evropy.

## Výsledky a tabulky

### Skupina A
|    |          | TCH | AUT | ITA | ROM | V | R | P | Skóre | B |
| 1. | ČSR      | *** | 2:1 | 3:1 | 8:0 | 3 | 0 | 0 | 13:2  | 6 |
| 2. | Rakousko | 1:2 | *** | 3:0 | 7:1 | 2 | 0 | 1 | 11:3  | 4 |
| 3. | Itálie   | 1:3 | 0:3 | *** | 2:0 | 1 | 0 | 2 | 3:6   | 2 |
| 4. | Rumunsko | 0:8 | 1:7 | 0:2 | *** | 0 | 0 | 3 | 1:17  | 0 |

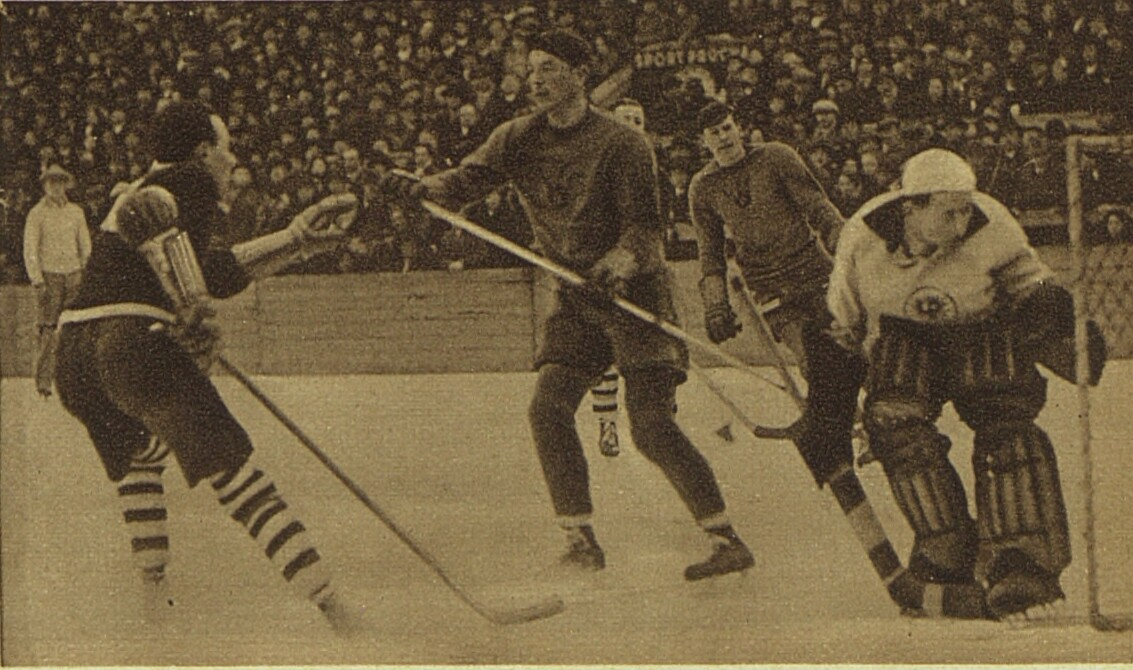
Fotografie ze zápasu Československo - Rakousko.

- Československo a Rakousko postoupily do druhého kola. Itálie a Rumunsko se dostaly do skupiny o 9. až 12. místo.

 Československo –  Rumunsko 8:0 (2:0, 4:0, 2:0)
18. února 1933 (20:00) – Praha (Zimní stadion Štvanice)

Branky a nahrávky Československa: 11. Josef Maleček, 13. Alois Cetkovský (Oldřich Kučera), 18. Josef Maleček (Jiří Tožička), 19. Josef Maleček, 19. Karel Hromádka (Josef Maleček), 29. Josef Maleček, 36. Tomáš Švihovec (Zbyněk Petrs), 40. Josef Maleček (Jiří Tožička)

Rozhodčí: André Poplimont (BEL)

Vyloučení:0:0
ČSR: Jan Peka – Zbyněk Petrs, Jaroslav Pušbauer – Karel Hromádka, Josef Maleček, Jiří Tožička – Alois Cetkovský, Tomáš Švihovec, Oldřich Kučera.
Rumunsko: Mircea Ratiu – Serban Grant, Nicu Polizu – Hans Brackl, Constantine Cantacuzino, Iuliu Rabinovici – Paul Anastasiu, Alexandru Botez, Bobby Tucker.
 Rakousko –  Itálie 3:0 (0:0, 2:0, 1:0)
18. února 1933 (následně po utkání ČSR – Rumunsko) – Praha (Zimní stadion Štvanice)

Branky a nahrávky Rakouska: 16. Friedrich Demmer (Hans Ertl), 22. Jacques Dietrichstein, 33. Hans Ertl (Friedrich Demmer, Hans Tatzer)

Branky Itálie: nikdo

Rozhodčí: Paul Loicq (BEL)

Vyloučení: 1:0
Rakousko: Otto Amenth – Jacques Dietrichstein, Hans Trauttenberg – Hans Tatzer, Hans Ertl, Friedrich Demmer – Karl Kirchberger, Josef Göbel, Karl Rammer.
Itálie: Augusto Gerosa – Decio Trovati, Gianmario Baroni – Ignazio Dionisi, Luigi Venosta, Francesco de Zanna – Carlo de Mazzeri, Camillo Mussi, Giampiero Medri.
 Československo –  Rakousko 2:1 (1:1, 1:0, 0:0)
19. února 1933 (20:00) – Praha (Zimní stadion Štvanice)

Branky a nahrávky Československa: 13. Karel Hromádka (Jiří Tožička), 27. Karel Hromádka (Jiří Tožička, Wolfgang Dorasil). 

Branky Rakouska: 15. Friedrich Demmer

Rozhodčí: Art Puttee (CAN)

Vyloučení: 1:1 (využití 0:0)
ČSR: Jan Peka – Wolfgang Dorasil, Jaroslav Pušbauer – Karel Hromádka, Josef Maleček, Jiří Tožička – Alois Cetkovský, Tomáš Švihovec, Jan Michálek.
Rakousko: Otto Amenth – Jacques Dietrichstein, Hans Trauttenberg – Hans Tatzer, Hans Ertl, Friedrich Demmer – Karl Kirchberger, Franz Csöngei, Karl Rammer.
 Itálie –  Rumunsko	2:0 (1:0, 1:0, 0:0)
19. února 1933 (následně po utkání ČSR – Rakousko) – Praha (Zimní stadion Štvanice)

Branky a nahrávky Itálie: 14. Gianmario Baroni (Decio Trovati), 27. Carlo de Mazzeri

Branky Rumunska: nikdo

Rozhodčí: John Magwood (ENG)

Vyloučení: 1:1
Itálie: Augusto Gerosa – Decio Trovati, Gianmario Baroni – Carlo de Mazzeri, Camillo Mussi, Luigi Venosta – Ignazio Dionisi, Francesco de Zanna –  Giampiero Medri.
Rumunsko: Mircea Ratiu – Serban Grant, Nicu Polizu – Iuliu Rabinovici, Constantine Cantacuzino, Hans Brackl – Alexandru Botez, Paul Anastasiu, Bobby Tucker.
 Rakousko –  Rumunsko 7:1 (2:1, 3:0, 2:0)
20. února 1933 (15:00) – Praha (Zimní stadion Štvanice)

Branky a nahrávky Rakouska: 1:0 Karl Kirchberger, 2:1 Hans Tatzer, 3:1 Hans Ertl, 4:1 Friedrich Demmer, 5:1 Karl Kirchberger, 6:1 Fritz Demmer, 7:1 Karl Kirchberger (Hans Ertl).

Branky Rumunska: 1:1 Paul Anastasiu

Rozhodčí: Murezan Andreossi (SUI)

Vyloučení: 1:1
Rakousko: Hermann Weiss – Jacques Dietrichstein, Hans Trauttenberg – Karl Kirchberger, Franz Csöngei, Karl Rammer – Hans Tatzer, Hans Ertl, Lambert Neumaier.
Rumunsko: Mircea Ratiu – Serban Grant, Nicu Polizu – Petre Grant, Constantine Cantacuzino, Lajos Vakar – Alexandru Botez, Paul Anastasiu, Hans Brackl.
 Československo –  Itálie 3:1 (1:0, 1:1, 1:0)
20. února 1933 (20:00) – Praha (Zimní stadion Štvanice)

Branky a nahrávky Československa: 1. Karel Hromádka (Josef Maleček, Jiří Tožička), 26. Josef Maleček, 40. Josef Maleček.

Branky a nahrávky Itálie: 30. Camillo Mussi (Luigi Venosta) 

Rozhodčí: Blake Watson (CAN)

Vyloučení: 2:1 (využití 0:1)
ČSR: Jan Peka – Zbyněk Petrs, Wolfgang Dorasil – Karel Hromádka, Josef Maleček, Jiří Tožička – Alois Cetkovský, Tomáš Švihovec, Oldřich Kučera.
Itálie: Augusto Gerosa – Decio Trovati, Gianmario Baroni – Luigi Venosta, Ignazio Dionisi, Francesco de Zanna – Carlo de Mazzeri, Camillo Mussi, Giampiero Medri.

### Skupina B
|    |         | GER | POL | BEL | V | R | P | Skóre | B |
| 1. | Německo | *** | 2:0 | 6:0 | 2 | 0 | 0 | 8:0   | 4 |
| 2. | Polsko  | 0:2 | *** | 1:0 | 1 | 0 | 1 | 1:2   | 2 |
| 3. | Belgie  | 0:6 | 0:1 | *** | 0 | 0 | 2 | 0:7   | 0 |

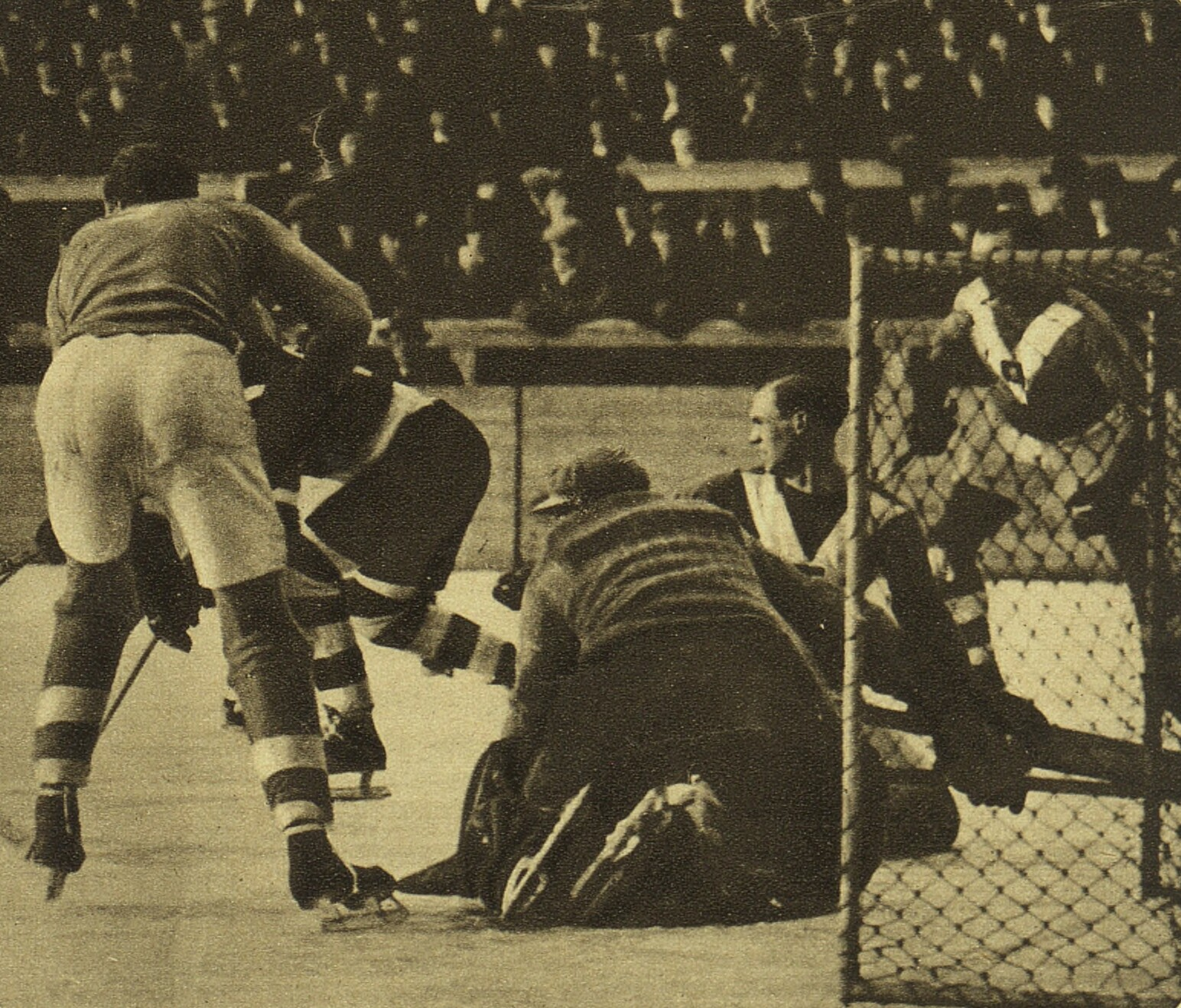
Fotografie ze zápasu Německo - Belgie.

- Německo a Polsko postoupily do druhého kola. Belgie se dostala do skupiny od 9. až 12. místo.

 Německo –  Belgie 6:0 (1:0, 3:0, 2:0)
18. února 1933 (15:00) – Praha (Zimní stadion Štvanice)

Branky a nahrávky Německa: 11. Gustav Jaenecke (Rudolf Ball), 19. Rudolf Ball (Gustav Jaenecke), 20. Rudolf Ball (Gustav Jaenecke), 27. Martin Schröttle, 35. Horst Orbanowski (Martin Schröttle), 39. Hans Lang.

Branky Belgie: nikdo

Rozhodčí: Walter Brück (AUT)
Německo: Wilhelm Egginger – Erich Römer, Martin Schröttle – Gustav Jaenecke, Rudolf Ball, Horst Orbanowski – Georg Strobl, Hans Lang, Anton Wiedemann.
Belgie: Hector Chotteau – Louis de Ridder, Francois Franck (lední hokejista)|Francois Franck – Jef Lekens, Pierre van Reysschoot, Willy Kreitz – Jean van den Wouwer, Willy van Rompaey, Jean de Beukelaar.
 Německo –  Polsko	2:0 (0:0, 1:0, 1:0)
19. února 1933 (15:00) – Praha (Zimní stadion Štvanice)

Branky a nahrávky Německa: 27. Gustav Jaenecke (Horst Orbanowski), 37. Rudolf Ball (Gustav Jaenecke, Erich Römer)

Branky Polska: nikdo

Rozhodčí: Walter Brück (AUT)

Vyloučení: 4:2
Německo: Wilhelm Egginger – Erich Römer, Martin Schröttle – Gustav Jaenecke, Rudolf Ball, Horst Orbanowski – Georg Strobl, Hans Lang, Werner Korff.
Polsko: Józef Stogowski – Witalis Ludwiczak, Kazimierz Sokolowski – Ryszard Werner, Kazimierz Materski, Tadeusz Adamowski – Andrzej Wolkowski, Roman Sabinski, Karol Szenajch.
 Polsko –  Belgie 	1:0 (0:0, 0:0, 1:0)
20. února 1933 (následně po utkání Rakousko – Rumunsko) – Praha (Zimní stadion Štvanice)

Branky Polska: 47. Andrzej Wolkowski

Branky Belgie: nikdo

Rozhodčí: Art Puttee (CAN)

Vyloučení: 1:0
Polsko: Józef Stogowski – Witalis Ludwiczak, Kazimierz Sokolowski – Roman Sabinski, Andrzej Wolkowski, Kazimierz Materski – Ryszard Werner, Tadeusz Adamowski, Jan Piechota.
Belgie: Hector Chotteau – Louis de Ridder, Francois Franck – Jean van den Wouwer, Pierre van Reysschoot, Willy Kreitz – Jef Lekens, Willy van Rompaey, Jean de Beukelaar.

### Skupina C
|    |           | SUI | HUN | LAT | V | R | P | Skóre | B |
| 1. | Švýcarsko | *** | 1:0 | 5:1 | 2 | 0 | 0 | 6:1   | 4 |
| 2. | Maďarsko  | 0:1 | *** | 3:0 | 1 | 0 | 1 | 3:1   | 2 |
| 3. | Lotyšsko  | 1:5 | 0:3 | *** | 0 | 0 | 2 | 1:8   | 0 |

- Švýcarsko a Maďarsko postoupily do druhého kola. Lotyšsko se dostalo do skupiny o 9. až 12. místo.

 Švýcarsko –  Lotyšsko 5:1 (3:0, 1:0, 1:1)
18. února 1933 (následně po utkání Německo – Belgie) – Praha (Zimní stadion Štvanice)

Branky Švýcarska: 2. Richard Torriani, 6. Richard Torriani, 8. Peter Müller, 28. Ferdinand Cattini, 34. Conrad Torriani

Branky Lotyšska: 44. Ādolfs Petrovskis

Rozhodčí: Jaroslav Řezáč (TCH)

Vyloučení: 4:1 (0:1)
Švýcarsko: Arnold Hirtz – Emil Meerkämper, Jürg Bächtold – Ferdinand Cattini, Richard Torriani, Peter Müller - Hans Cattini, Conrad Torriani, Karl Kessler.
Lotyšsko: Herberts Kušķis – Leonīds Vedējs, Indriķis Reinbahs – Ēriks Pētersons, Arvīds Jurgens, Ādolfs Petrovskis – Roberts Bluķis, Johans Skadiņš, Arvīds Pētersons.
 Švýcarsko –  Maďarsko 1:0 (0:0, 1:0, 0:0)
19. února 1933 (následně po utkání Německo – Polsko) – Praha (Zimní stadion Štvanice)

Branky a nahrávky Švýcarska: 28. Richard Torriani (Hans Cattini, Ferdinand Cattini).

Branky Maďarska: nikdo

Rozhodčí: Blake Watson (CAN)

Vyloučení: 2:1
Švýcarsko: Arnold Hirtz – Emil Meerkämper, Jürg Bächtold – Richard Torriani, Ferdinand Cattini, Hans Cattini – Karl Kessler, Peter Müller, Conrad Torriani.
Maďarsko: István Hircsák – Béla Weiner, István Bethlen – Zoltán Jeney, Sándor Miklós, Sándor Minder– András Gergély, György Margó,  László Blazejovsky.
 Maďarsko –  Lotyšsko 	3:0 (1:0, 1:0, 1:0)
20. února 1933 (následně po utkání ČSR – Itálie) – Praha (Zimní stadion Štvanice)

Branky Maďarska: 1:0 Sándor Mindér, 2:0 a 3:0 Sándor Miklós.

Branky Lotyšska: nikdo

Rozhodčí: Walter Brück (AUT)
Maďarsko: István Hircsák – István Bethlen, Béla Weiner – Zoltán Jeney, Sándor Miklós, Sándor Minder – András Gergély, György Margó,  László Blazejovsky.
Lotyšsko: Herberts Kušķis – Leonīds Vedējs, Indriķis Reinbahs – Ādolfs Petrovskis, Ēriks Pētersons, Arvīds Jurgens – Roberts Bluķis, Johans Skadiņš, Arvīds Pētersons.

### Čtvrtfinále A
|    |           | USA | TCH | SUI | POL | V | R | P | Skóre | B |
| 1. | USA       | *** | 6:0 | 7:0 | 4:0 | 3 | 0 | 0 | 17:0  | 6 |
| 2. | ČSR       | 0:6 | *** | 1:0 | 1:0 | 2 | 0 | 1 | 2:6   | 4 |
| 3. | Švýcarsko | 0:7 | 0:1 | *** | 3:1 | 1 | 0 | 2 | 3:9   | 2 |
| 4. | Polsko    | 0:4 | 0:1 | 1:3 | *** | 0 | 0 | 3 | 1:8   | 0 |

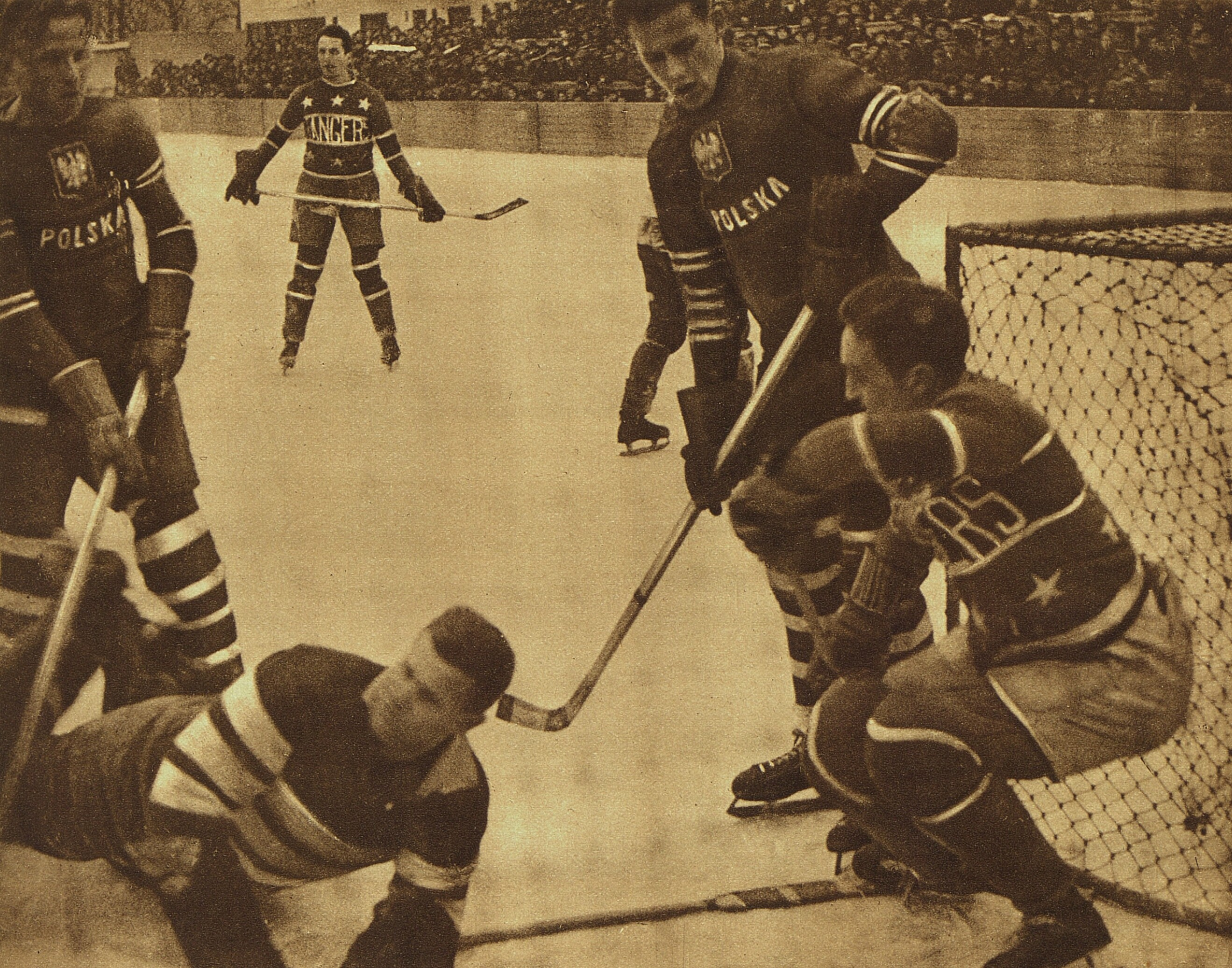
Fotografie ze zápasu USA - Polsko.

- Spojené státy byly přímo nasazeny do čtvrtfinále.
- USA a Československo postoupily do semifinále. Švýcarsko a Polsko se dostaly do skupiny o 5. až 8 místo.

 Československo –  Polsko 1:0 (1:0, 0:0, 0:0)
21. února 1933 (20:00) – Praha (Zimní stadion Štvanice)

Branky Československa: 3. Jiří Tožička.

Branky Polska: nikdo

Rozhodčí: Walter Brück (AUT)

Vyloučení: 1:2 (využití 0:0)
ČSR: Jan Peka –  Jaroslav Pušbauer, Wolfgang Dorasil – Karel Hromádka, Josef Maleček, Jiří Tožička – Alois Cetkovský, Tomáš Švihovec, Alfred Mattern.
Polsko: Józef Stogowski – Witalis Ludwiczak, Kazimierz Sokolowski – Roman Sabinski, Andrzej Wolkowski, Kazimierz Materski – Ryszard Werner, Tadeusz Adamowski, Czeslaw Godlewski.
 USA –  Švýcarsko 7:0 (1:0, 2:0, 4:0)
21. února 1933 (následně po utkání ČSR – Polsko) – Praha (Zimní stadion Štvanice)

Branky USA: 1. Sherman Forbes, 27. Benjamin Langmaid, 28. Channing Hilliard, 35. Winthrop Palmer, 41. Benjamin Langmaid, 43. Frank Holland, 44. Winthrop Palmer

Branky Švýcarska: nikdo

Rozhodčí: Francesco Roncarelli (ITA)

Vyloučení: 3:2
USA: Gerry Cosby – John Garrison, Benjamin Langmaid – Frank Holland, Lawrence Sanford, Winthrop Palmer, Stewart Inglehart, Channing Hilliard, Sherman Forbes.
Švýcarsko: Arnold Hirtz – Emil Meerkämper, Jürg Bächtold – Richard Torriani, Ferdinand Cattini, Hans Cattini - Karl Kessler, Peter Müller, Conrad Torriani.
 USA –  Polsko 4:0 (3:0, 0:0, 1:0)
22. února 1933 (následně po utkání Německo – Maďarsko) – Praha (Zimní stadion Štvanice)

Branky USA: 11. Winthrop Palmer, 14. Winthrop Palmer, 15. Winthrop Palmer, 39. Sherman Forbes

Branky Polska: nikdo

Rozhodčí: Art Puttee (CAN)

Vyloučení: 0:1
USA: Gerry Cosby – John Garrison, Benjamin Langmaid – Frank Holland, Lawrence Sanford, Winthrop Palmer, Stewart Inglehart, Channing Hilliard, Sherman Forbes.
Polsko: Jozef Sznajder (16. Józef Stogowski) – Witalis Ludwiczak, Kazimierz Sokolowski – Roman Sabinski, Andrzej Wolkowski, Kazimierz Materski – Ryszard Werner, Tadeusz Adamowski, Czeslaw Godlewski.
 Československo –  Švýcarsko 	1:0 (1:0, 0:0, 0:0)
22. února 1933 (20:00) – Praha (Zimní stadion Štvanice)

Branky a nahrávky Československa: 13. Josef Maleček (Jiří Tožička).

Branky Švýcarska: nikdo

Rozhodčí: Walter Brown (USA)

Vyloučení: 2:0 (využití 0:0)
ČSR: Jan Peka –  Jaroslav Pušbauer, Wolfgang Dorasil – Karel Hromádka, Josef Maleček, Jiří Tožička – Alois Cetkovský, Tomáš Švihovec, Oldřich Kučera.
Švýcarsko: Arnold Hirtz – Emil Meerkämper, Jürg Bächtold – Richard Torriani, Ferdinand Cattini, Hans Cattini - Karl Kessler, Peter Müller, Conrad Torriani.
 Švýcarsko –  Polsko	3:1 (2:0, 0:1, 1:0)
23. února 1933 (následně po utkání Kanada – Maďarsko) – Praha (Zimní stadion Štvanice)

Branky Švýcarska: 5. Karl Kessler, 11. Riccardo Torriani, 45. Riccardo Torriani

Branky Polska: 17. Tadeusz Adamowski

Rozhodčí: Walter Brück (AUT)

Vyloučení: 2:1
Švýcarsko: Arnold Hirtz – Emil Meerkämper, Jürg Bächtold – Richard Torriani, Ferdinand Cattini, Hans Cattini - Karl Kessler, Peter Müller, Conrad Torriani.
Polsko: Józef Stogowski – Witalis Ludwiczak, Kazimierz Sokolowski – Roman Sabinski, Andrzej Wolkowski, Kazimierz Materski – Ryszard Werner, Tadeusz Adamowski, Czeslaw Godlewski.
 Československo –  USA 0:6 (0:1, 0:4, 0:1)
23. února 1933 (20:00) – Praha (Zimní stadion Štvanice)

Branky a nahrávky USA: 7. Winthrop Palmer, 16. John Garrison, 18. Winthrop Palmer, 18. Frank Holland, 28. Lawrence Sanford (Winthrop Palmer), 45. Channing Hilliard

Rozhodčí: Paul Loicq (BEL)

Vyloučení: 0:2 (využití 0:0)
ČSR: Jan Peka – Jaroslav Pušbauer, Zbyněk Petrs – Jan Michálek, Wolfgang Dorasil, Alfred Mattern – Alois Cetkovský, Tomáš Švihovec, Oldřich Kučera.
USA: Gerry Cosby – John Garrison, Benjamin Langmaid – Winthrop Palmer, Channing Hilliard, Stewart Inglehart – Sherman Forbes, Frank Holland, Lawrence Sanford.

### Čtvrtfinále B
|    |          | CAN | AUT | GER | HUN | V | R | P | Skóre | B |
| 1. | Kanada   | *** | 4:0 | 5:0 | 3:1 | 3 | 0 | 0 | 12:1  | 6 |
| 2. | Rakousko | 0:4 | *** | 2:0 | 1:0 | 2 | 0 | 1 | 3:4   | 4 |
| 3. | Německo  | 0:5 | 0:2 | *** | 4:0 | 1 | 0 | 2 | 4:7   | 2 |
| 4. | Maďarsko | 1:3 | 0:1 | 0:4 | *** | 0 | 0 | 3 | 1:8   | 0 |

- Kanada byla přímo nasazena do čtvrtfinále.
- Kanada a Rakousko postoupily do semifinále. Německo a Maďarsko se dostaly do skupiny o 5. až 8. místo.

 Kanada –  Německo 	5:0 (1:0, 2:0, 2:0)
21. února 1933 (15:00) – Praha (Zimní stadion Štvanice)

Branky a nahrávky Kanady: 14. Cliff Chisholm (Kenny Kane), 23. a 28. Clark McIntyre, 31. Frank Collins (Kenny Kane), 35. Kenny Kane (Cliff Chisholm).

Rozhodčí: André Poplimont (BEL)
Kanada: Ron Geddes – Marty Nugent, Scotty McAlpine – Kenny Kane, Frank Collins, Cliff Chisholm – Lloyd Huggins, Gordon Kerr, Clark McIntyre.
Německo: Wilhelm Egginger – Erich Römer, Martin Schröttle – Horst Orbanowski, Rudolf Ball, Gustav Jaenecke – Hans Lang, Georg Strobl, Hans Schütte.
 Rakousko –  Maďarsko 	1:0 (0:0, 0:0, 0:0 – 0:0, 0:0, 1:0 pp)
21. února 1933 (následně po utkání Kanada – Německo) – Praha (Zimní stadion Štvanice)

Branky Rakouska: 72. Hans Trauttenberg

Branky Maďarska: nikdo

Rozhodčí: Paul Loicq (BEL)

Vyloučení: 3:3
Rakousko: Otto Amenth – Jacques Dietrichstein, Hans Trauttenberg – Karl Kirchberger, Hans Ertl, Friedrich Demmer – Hans Tatzer, Franz Csöngei, Josef Göbel.
Maďarsko: István Hircsák – Béla Weiner, István Bethlen – Zoltán Jeney, Sándor Miklós, Sándor Minder – György Margó, Ferenc Szamósi, László Blazejovsky.
 Německo –  Maďarsko 4:0 (2:0, 0:0, 2:0)
22. února 1933 (15:00) – Praha (Zimní stadion Štvanice)

Branky a nahrávky Německa: 8. Martin Schröttle (Anton Wiedemann), 12. Rudolf Ball (Gustav Jaenecke), 34. Rudolf Ball (vlastní gól Bethlena), 41. Martin Schröttle (Hans Lang, Erich Römer).

Rozhodčí: Blake Watson (CAN)

Vyloučení: 1:1
Německo: Wilhelm Egginger – Erich Römer, Martin Schröttle – Horst Orbanowski, Rudolf Ball, Gustav Jaenecke – Hans Lang, Anton Wiedemann, Georg Strobl.
Maďarsko: István Hircsák – Béla Weiner, István Bethlen – Sándor Minder, Zoltán Jeney, László Blazejovsky – György Margó, Ferenc Szamósi, Pál Bekési-Bliesener.
 Kanada –  Rakousko 4:0 (0:0, 2:0, 2:0)
22. února 1933 (následně po utkání ČSR – Švýcarsko) – Praha (Zimní stadion Štvanice)

Branky a nahrávky Kanady: 22. Gordon Kerr, 27. Kenny Kane, 42. Lloyd Huggins (Gordon Kerr), 44:30 Jack Hearn (Kenny Kane).

Rozhodčí: Blake Watson (CAN)
Kanada: Ron Geddes – Jack Hearn, Scotty McAlpine – Kenny Kane, Frank Collins, Gordon Kerr – Lloyd Huggins, Clark McIntyre Marty Nugent.
Rakousko: Hermann Weiss – Jacques Dietrichstein, Hans Trauttenberg – Karl Kirchberger, Herbert Brück, Hans Ertl – Franz Csöngei, Friedrich Demmer, Lambert Neumaier.
 Kanada –  Maďarsko 	3:1 (1:0, 1:0, 1:1)
23. února 1933 (14:00) – Praha (Zimní stadion Štvanice)

Branky a nahrávky Kanady: 2. Jack Hearn, 29. Jack Hearn, 35. Clare McIntyre (Scotty McAlpine).

Branky a nahrávky  Maďarska: 41. György Margó (Béla Weiner, Sándor Minder).

Rozhodčí: Francesco Roncarelli (ITA)
Kanada: Ron Geddes – Jack Hearn, Scotty McAlpine – Kenny Kane, Frank Collins, Gordon Kerr – Lloyd Huggins, Clark McIntyre Marty Nugent.
Maďarsko: István Hircsák – Béla Weiner, István Bethlen – György Margó, Zoltán Jeney, Sándor Minder – Ferenc Szamósi, László Blazejovsky, András Gergély.
 Rakousko –  Německo 	2:0 (0:0, 0:0, 2:0)
23. února 1933 (následně po utkání USA – ČSR) – Praha (Zimní stadion Štvanice)

Branky a nahrávky Rakouska: 41. Hans Trauttenberg, 43. Karl Kirchberger (Jacques Dietrichstein).

Branky Německa: nikdo

Rozhodčí: Walter Brown (USA)

Vyloučení: 0:1
Německo: Wilhelm Egginger – Erich Römer, Martin Schröttle – Horst Orbanowski, Rudolf Ball, Gustav Jaenecke – Hans Lang, Georg Strobl, Werner Korff.
Rakousko: Otto Amenth – Jacques Dietrichstein, Hans Trauttenberg – Karl Kirchberger, Herbert Brück, Friedrich Demmer – Franz Csöngei, Hans Ertl, Josef Göbel.

### Semifinále
Kanada –  Československo 4:0 (2:0, 1:0, 1:0)
25. února 1933 (15:00) – Praha (Zimní stadion Štvanice)

Branky a nahrávky Kanady: 8. Jack Hearn (Clark McIntyre), 12. Frank Collins, 18. Kenny Kane (Cliff Chisholm, Frank Collins), 45. Clark McIntyre (Gordon Kerr).

Rozhodčí: Francesco Roncarelli (ITA)

Vyloučení: 0:0
Kanada: Ron Geddes – Jack Hearn Scotty McAlpine – Cliff Chisholm Kenny Kane Frank Collins – Lloyd Huggins Clark McIntyre Gordon Kerr.
ČSR: Jan Peka – Wolfgang Dorasil, Jaroslav Pušbauer – Jiří Tožička, Josef Maleček, Karel Hromádka – Alois Cetkovský, Alfred Mattern, Jan Michálek.
 USA –  Rakousko 4:0 (2:0, 2:0, 0:0)
25. února 1933 (20:00) – Praha (Zimní stadion Štvanice)

Branky a nahrávky USA: 2. Winthrop Palmer (Ben Langmaid, John Garrison), 14. Winthrop Palmer, 21. Winthrop Palmer, 23. Ben Langmaid.

Rozhodčí: Blake Watson (CAN)

Vyloučení: 2:0
USA: Gerry Cosby – John Garrison, Benjamin Langmaid – Frank Holland, Lawrence Sanford, Winthrop Palmer, Stewart Inglehart, Channing Hilliard, Sherman Forbes.
Rakousko: Hermann Weiss – Jacques Dietrichstein, Hans Trauttenberg – Karl Kirchberger, Herbert Brück, Hans Ertl – Lambert Neumaier, Josef Göbel, Franz Csöngei.

### Finále
USA –  Kanada 2:1 (1:1, 0:0, 0:0 – 1:0 pp)
26. února 1933 (20:00) – Praha (Zimní stadion Štvanice)

Branky a nahrávky USA: 4. Sherman Forbes (Frank Holland, Channing Hilliard), 48. John Garrison (Channing Hilliard).

Branky a nahrávky Kanady: 13. Gordon Kerr (Clark McIntyre).

Rozhodčí: Walter Brück (AUT), Francesco Roncarelli (ITA)

Vyloučení: 1:0
USA: Gerry Cosby – John Garrison, Benjamin Langmaid – Winthrop Palmer, Lawrence Sanford, Frank Holland – Stewart Inglehart, Sherman Forbes, Channing Hilliard.
Kanada: Ron Geddes – Jack Hearn, Marty Nugent – Cliff Chisholm, Frank Collins, Kenny Kane – Gordon Kerr, Clark McIntyre, Lloyd Huggins.

### O 3. místo
Československo –  Rakousko 2:0 (0:0, 0:0, 0:0 – 0:0, 2:0 pp)
26. února 1933 (15:00) – Praha (Zimní stadion Štvanice)

Branky a nahrávky Československa: 64. Josef Maleček (Karel Hromádka, Alois Cetkovský), 64:15 Josef Maleček (Karel Hromádka).

Rozhodčí: Walter Brown (USA)

Vyloučení: 3:4 (využití 0:0)
ČSR: Jan Peka – Jaroslav Pušbauer, Wolfgang Dorasil – Karel Hromádka, Josef Maleček, Jiří Tožička – Jan Michálek, Alfred Mattern, Alois Cetkovský.
Rakousko: Otto Amenth – Jacques Dietrichstein, Hans Trauttenberg – Karl Rammer, Herbert Brück, Karl Kirchberger – Franz Csöngei, Josef Göbel, Hans Ertl.

### O 5. místo
Německo –  Švýcarsko 1:1 (0:0, 1:1, 0:0)
24. února 1933 (20:00) – Praha (Zimní stadion Štvanice)

Branky a nahrávky  Německa: 19. Rudolf Ball (Gustav Jaenecke).

Branky a nahrávky Švýcarska: 22. Hans Cattini (Ferdinand Cattini, Richard Torriani).

Rozhodčí: Walter Brown (USA)
Německo: Wilhelm Egginger – Erich Römer, Martin Schröttle – Horst Orbanowski, Rudolf Ball, Gustav Jaenecke – Hans Lang, Georg Strobl, Werner Korff.
Švýcarsko: Arnold Hirtz – Emil Meerkämper (lední hokejista)|Emil Meerkämper, Jürg Bächtold – Richard Torriani, Ferdinand Cattini, Hans Cattini – Karl Kessler, Peter Müller, Conrad Torriani.

### O 7. místo
Maďarsko –  Polsko 1:1 (0:0, 0:1, 1:0)
24. února 1933 (následně po utkání Německo – Švýcarsko) – Praha (Zimní stadion Štvanice)

Branky a nahrávky Maďarska: 44. Sándor Minder (Zoltan Jeney).

Branky Polska: 24. Tadeusz Adamowski.

Rozhodčí: Francesco Roncarelli (ITA)

Vyloučení: 2:2
Maďarsko: Ferenc Monostori – Béla Weiner, István Bethlen – Zoltán Jeney, Sándor Minder, Sándor Miklós – Ferenc Szamósi, László Blazejovsky, György Margó.
Polsko: Józef Stogowski – Witalis Ludwiczak, Kazimierz Sokolowski – Roman Sabinski, Andrzej Wolkowski, Kazimierz Materski – Ryszard Werner, Tadeusz Adamowski, Czeslaw Godlewski.

### O 9. - 12. místo
Rumunsko –  Belgie 3:2 (2:2, 1:0, 0:0)
24. února 1933 (14:00) – Praha (Zimní stadion Štvanice)

Branky Rumunska: 1:2 Petre Grant, 2:2 Lajos Vakar, 3:2 Paul Anastasiu.

Branky Belgie: 0:1 a 0:2 Pierre van Reyschoot.

Rozhodčí: Jaroslav Řezáč (TCH), Walter Brück (AUT)
Belgie: Hector Chotteau (13.-30. Francois Franck (lední hokejista)|Francois Franck, 30.-45. Willy van Rompaey) – Louis de Ridder, Francois Franck (lední hokejista)|Francois Franck (13. Pierre van Reysschoot) – Jean van den Wouwer, Pierre van Reysschoot, Willy Kreitz – Jef Lekens, Willy van Rompaey, Jean de Beukelaar.
- Brankář Chotteau, musel kvůli zranění oka ve 13. minutě ze zápasu odstoupit.

Rumunsko: Mircea Ratiu – Serban Grant, Nicu Polizu – Petre Grant, Constantine Cantacuzino, Lajos Vakar – Alexandru Botez, Paul Anastasiu, Hans Brackl.
 Lotyšsko –  Itálie 2:0 (1:0, 0:0, 1:0)
24. února 1933 (následně po utkání Rumunsko – Belgie) – Praha (Zimní stadion Štvanice)

Branky a nahrávky Lotyšska: 3. Arvīds Jurgens, 43. Arvīds Jurgens (Adolfs Petrovskis)

Branky Itálie: nikdo

Rozhodčí: Jiří Reisenzahn (TCH), Art Puttee (CAN)
Lotyšsko: Herberts Kušķis – Ēriks Pētersons, Indriķis Reinbahs – Johans Skadiņš, Ādolfs Petrovskis, Arvīds Jurgens – Arvīds Pētersons, Leonīds Vedējs.
Itálie: Augusto Gerosa – Decio Trovati, Gianmario Baroni – Francesco de Zanna, Luigi Venosta, Ignazio Dionisi – Giampiero Medri, Camillo Mussi, Carlo de Mazzeri.

### O 9. místo
Rumunsko –  Lotyšsko 1:0 (1:0, 0:0, 0:0)
24. února 1933 (následně po utkání USA – Rakousko) – Praha (Zimní stadion Štvanice)

Branky Rumunska: 6. Alexandru Botez

Branky Lotyšska: nikdo

Rozhodčí: Art Puttee (CAN)
Rumunsko: Mircea Ratiu – Nicu Polizu, Gheorghe Buia – Alexandru Botez, Constantine Cantacuzino, Iuliu Rabinovici – Lajos Vakar, Paul Anastasiu, Petre Grant.
Lotyšsko: Herberts Kušķis – Indriķis Reinbahs, Leonīds Vedējs – Johans Skadiņš, Ādolfs Petrovskis, Arvīds Jurgens – Roberts Bluķis, Arvīds Pētersons, Herberts Keslers.

### O 11. místo
Itálie –  Belgie
25. února (následně po utkání Kanada – ČSR) – Praha (Zimní stadion Štvanice)
- Belgie odstoupila

## Soupisky

### Soupiska USA
USA (Massachusetts Rangers)

Brankář: Gerry Cosby.

Obránci: Benjamin Langmaid, John Garrison.

Útočníci: Frank Holland, Lawrence Sanford, Winthrop Palmer, Stewart Inglehart, Channing Hilliard, Sherman Forbes, James Breckinridge.

Trenér: Walter Brown.

### Soupiska Kanady
Kanada (Toronto National Sea Fleas)

Brankář: Ron Geddes, Norbert Mueller.

Obránci: Jack Hearn, Clark McIntyre.

Útočníci: Kenny Kane, Cliff Chisholm, Scotty McAlpine, Frank Collins, Lloyd Huggins, Gordon Kerr, Marty Nugent.

Trenér: Harold Ballard.

### Soupiska Československa
Československo

Brankáři: Jan Peka, Karel Vorel.

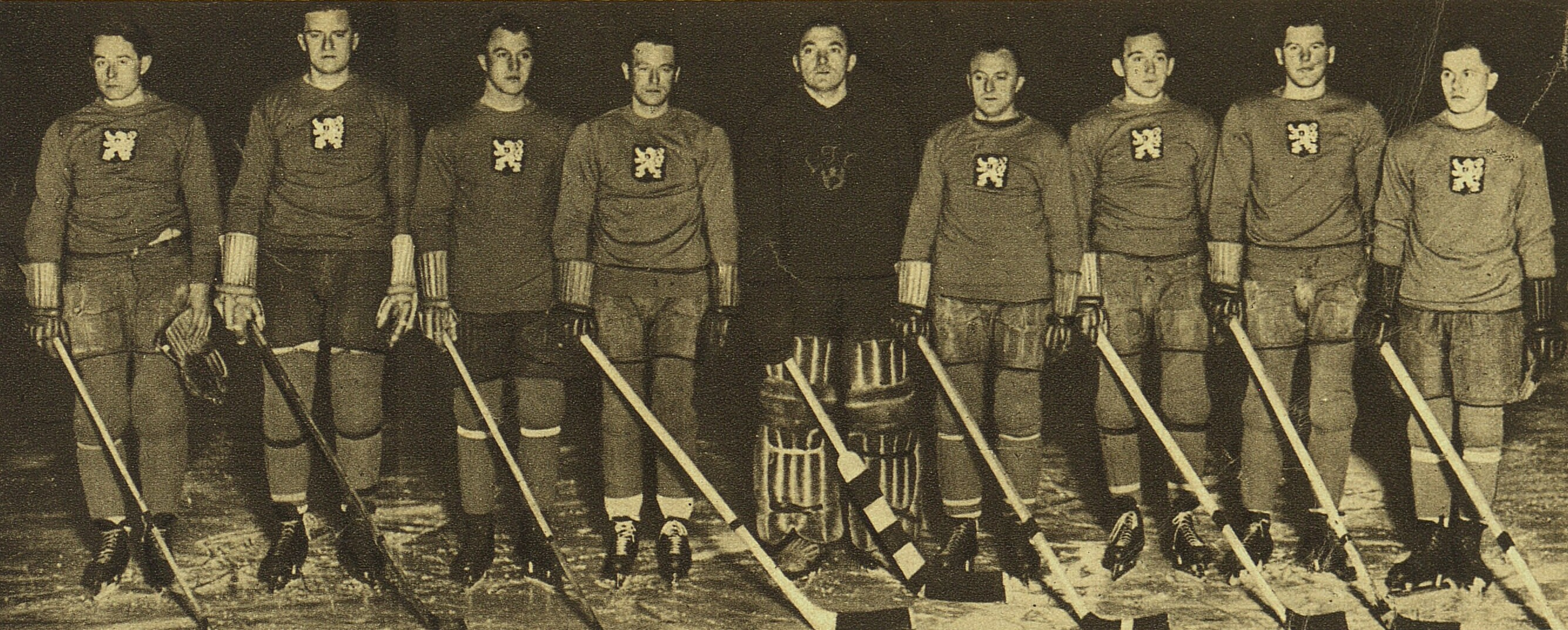
Mužstvo ČSR

Obránci: Jaroslav Pušbauer, Wolfgang Dorasil, Zbyněk Petrs, Jan Michálek.

Útočníci: Jiří Tožička,  – Josef Maleček, Karel Hromádka, Alois Cetkovský, Tomáš Švihovec, Oldřich Kučera, Alfred Mattern.

### Soupiska Rakouska
4.  Rakousko

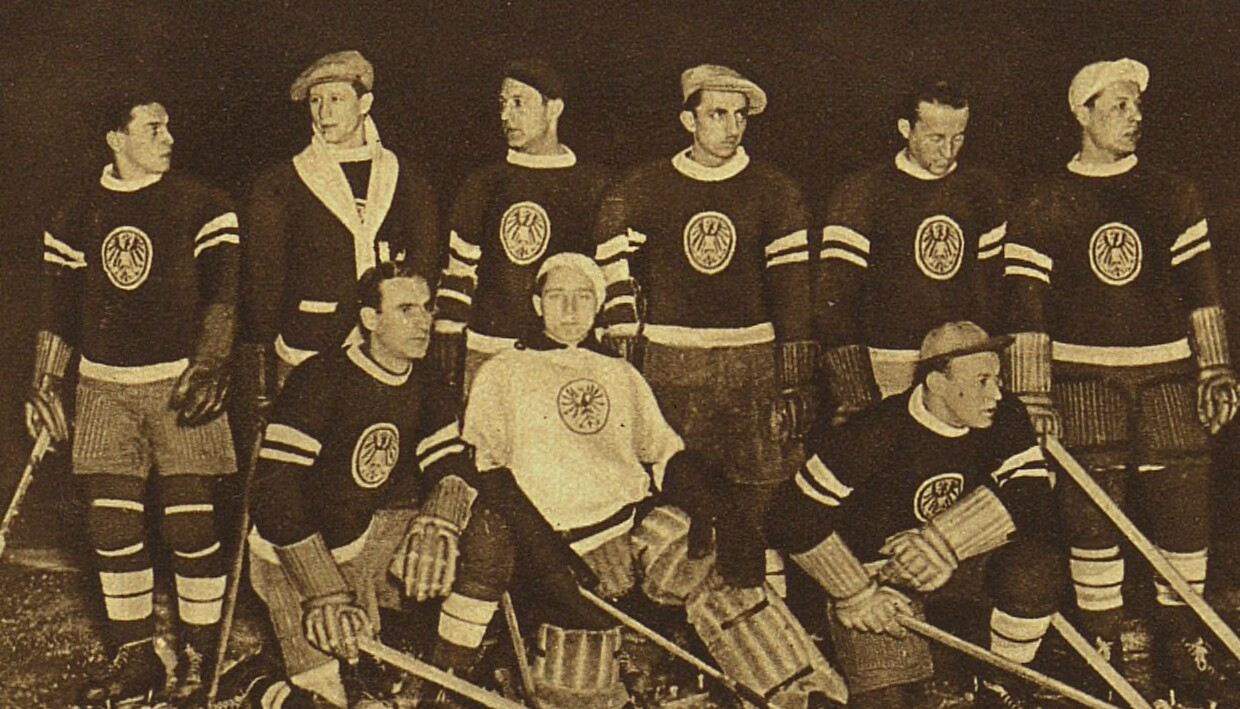
Mužstvo Rakouska

Brankáři: Otto Amenth, Hermann Weiss.

Obránci: Jacques Dietrichstein, Franz Csöngei, Hans Trauttenberg.

Útočníci: Friedrich Demmer, Hans Ertl, Karl Kirchberger, Josef Göbel, Karl Rammer, Hans Tatzer, Herbert Brück, Lambert Neumaier.

Trenér: Hans Weinberger.

### Soupiska Německa
5.  Německo

Brankáři: Wilhelm Egginger, Gerhard Ball.

Obránci: Erich Römer, Martin Schröttle.

Útočníci: Horst Orbanowski, Rudolf Ball, Gustav Jaenecke, Hans Lang, Georg Strobl, Werner Korff, Anton Wiedemann, Hans Schütte.

Trenér: Erich Römer.

### Soupiska Švýcarska
5.  Švýcarsko

Brankáři: Arnold Hirtz, Emil Eberle.

Obránci: Emil Meerkämper, Jürg Bächtold.

Útočníci: Richard Torriani, Hans Cattini, Ferdinand Cattini, Peter Müller, Conrad Torriani, Karl Kessler, Albert Geromini, Thomas Pleisch.

Trenér: Mezzi Andreossi.

### Soupiska Maďarska
7.  Maďarsko

Brankáři: István Hircsák, Ferenc Monostori.

Obránci: István Bethlen, Béla Weiner, Pál Bekési-Bliesener.

Útočníci: Sándor Minder, Sándor Miklós, Zoltán Jeney, György Margó, András Gergély, Ferenc Szamósi, László Blazejovsky.

Trenér: Frigyes Mindér.

### Soupiska Polska
7.  Polsko

Brankáři: Józef Stogowski, Jozef Sznajder.

Obránci: Kazimierz Sokolowski, Witalis Ludwiczak.

Útočníci: Karol Szenajch, Andrzej Wolkowski, Ryszard Werner, Roman Sabinski, Tadeusz Adamowski, Jan Piechota, Kazimierz Materski, Czeslaw Godlewski.

Trenér: Tadeusz Sachs.

### Soupiska Rumunska
9.  Rumunsko

Brankáři: Mircea Ratiu, Ion Doczi.

Obránci: Alexandru Botez, Serban Grant, Gheorghe Buia.

Útočníci: Alexandru Botez,  Constantine Cantacuzino, Hans Brackl, Paul Anastasiu, Iuliu Rabinovici, Lajos Vakar,Petre Grant, Bobby Tucker.

Trenér: Walter Sell.

### Soupiska Lotyšska
10.  Lotyšsko

Brankáři: Herberts Kušķis, Pēteris Skuja.

Obránci: Indriķis Reinbahs, Leonīds Vedējs, Arvīds Jurgens.

Útočníci: Roberts Bluķis, Herberts Keslers, Ādolfs Petrovskis, Arvīds Pētersons, Ēriks Pētersons, Johans Skadiņš.

### Soupiska Itálie
11.  Itálie

Brankáři: Augusto Gerosa, Enrico Calcaterra.

Obránci: Gianmario Baroni, Decio Trovati.

Útočníci: Giampiero Medri, Camillo Mussi, Carlo de Mazzeri, Francesco de Zanna, Luigi Venosta, Ignazio Dionisi.

### Soupiska Belgie
12.  Belgie

Brankáři: Hector Chotteau, Johnny Williams.

Obránci: Francois Franck, Louis de Ridder.

Útočníci: Pierre van Reysschoot, Willy Kreitz, Jef Lekens, Jean van den Wouwer, Willy van Rompaey, Jean de Beukelaar, Charles van Riel, Georg van Riel.

Trenér: Pierre van Reysschoot (hrající).

## Konečné pořadí
| 7.  | Mistrovství světa | Z | V | R | P | Skóre | B  |
| --- | ----------------- | - | - | - | - | ----- | -- |
| 1.  | USA               | 5 | 5 | 0 | 0 | 23:1  | 10 |
| 2.  | Kanada            | 5 | 4 | 0 | 1 | 17:3  | 8  |
| 3.  | ČSR               | 8 | 6 | 0 | 2 | 17:12 | 12 |
| 4.  | Rakousko          | 8 | 4 | 0 | 4 | 14:13 | 8  |
| 5.  | Německo           | 6 | 3 | 1 | 2 | 13:8  | 7  |
| 5.  | Švýcarsko         | 6 | 3 | 1 | 2 | 10:11 | 7  |
| 7.  | Maďarsko          | 6 | 1 | 1 | 4 | 5:10  | 3  |
| 7.  | Polsko            | 6 | 1 | 1 | 4 | 3:11  | 3  |
| 9.  | Rumunsko          | 5 | 2 | 0 | 3 | 5:19  | 4  |
| 10. | Lotyšsko          | 4 | 1 | 0 | 3 | 3:9   | 2  |
| 11. | Itálie            | 4 | 1 | 0 | 3 | 3:8   | 2  |
| 12. | Belgie            | 3 | 0 | 0 | 3 | 2:10  | 0  |

| 18. | Mistrovství Evropy |
| 1.  | ČSR                |
| 2.  | Rakousko           |
| 3.  | Německo            |
| 3.  | Švýcarsko          |
| 5.  | Maďarsko           |
| 5.  | Polsko             |
| 7.  | Rumunsko           |
| 8.  | Lotyšsko           |
| 9.  | Itálie             |
| 10. | Belgie             |